# Teotenango
Teotenango es una zona arqueológica mexicana del municipio de Tenango del Valle, Estado de México, fue una importante ciudad prehispánica localizada al sur del Valle de Toluca. Fue fundada durante los últimos periodos de la civilización teotihuacana por un grupo conocido como teotenancas. Tiempo después, los matlatzincas conquistaron la ciudad y la expandieron. La ciudad existió por más de mil años, siendo abandonada después de la conquista del imperio mexica.
El sitio arqueológico se localiza en la cima de una loma grande conocida como el tetépetl, que se encuentra al oeste de la Ciudad de Tenango de Arista, cabecera municipal de la Ciudad de Tenango del Valle, a una altitud de 2.700 m s. n. m., a 25 km al sur de Toluca, capital del estado de México, en el subvalle de Toluca, denominado como el “Valle de Matlatzinco” por los españoles debido a la dominancia del grupo étnico en esa región.
El nombre de Teotenango se deriva de tres palabras náhuatl: téotl (dios, sagrado, divino), tenamitl (muro o fortificación) y co (lugar o en); lo cual lleva a diferentes traducciones, tales como: “en el lugar del muro divino”, “en el lugar de la fortificación” o “en el lugar de todos los dioses”. Sin embargo téotl empezó a ser utilizado para distinguir entre este sitio prehispánico y el pueblo construido por los españoles en el valle después de la conquista. Esto ha sido confirmado por las Crónicas de Teutenanco escritas en 1582, aunque las Crónicas de Chimalpahin sobre Amaquemecan, una de las cabeceras de la Confederación Chalca (Chalcayotl) mencionan que este sitio fue conocido como Cozcuauhtenanco (lugar amurallado de los buitres) debido a los guerreros teotenanca-matlatzinca que protegían la ciudad.
En su máximo apogeo la ciudad estuvo densamente poblada, contando con una calle principal de cerca de 1.400 metros, formada por plataformas, pirámides, palacios, juegos de pelota, estructuras defensivas y sistemas de conducción de agua y drenaje. En los alrededores del sitio se pueden encontrar bloques de roca con petroglifos. Hasta la fecha solo una fracción del sitio ha sido explorada y preservada, principalmente al noreste de la zona que contiene el centro ceremonial.

## Loma de Tetepetl

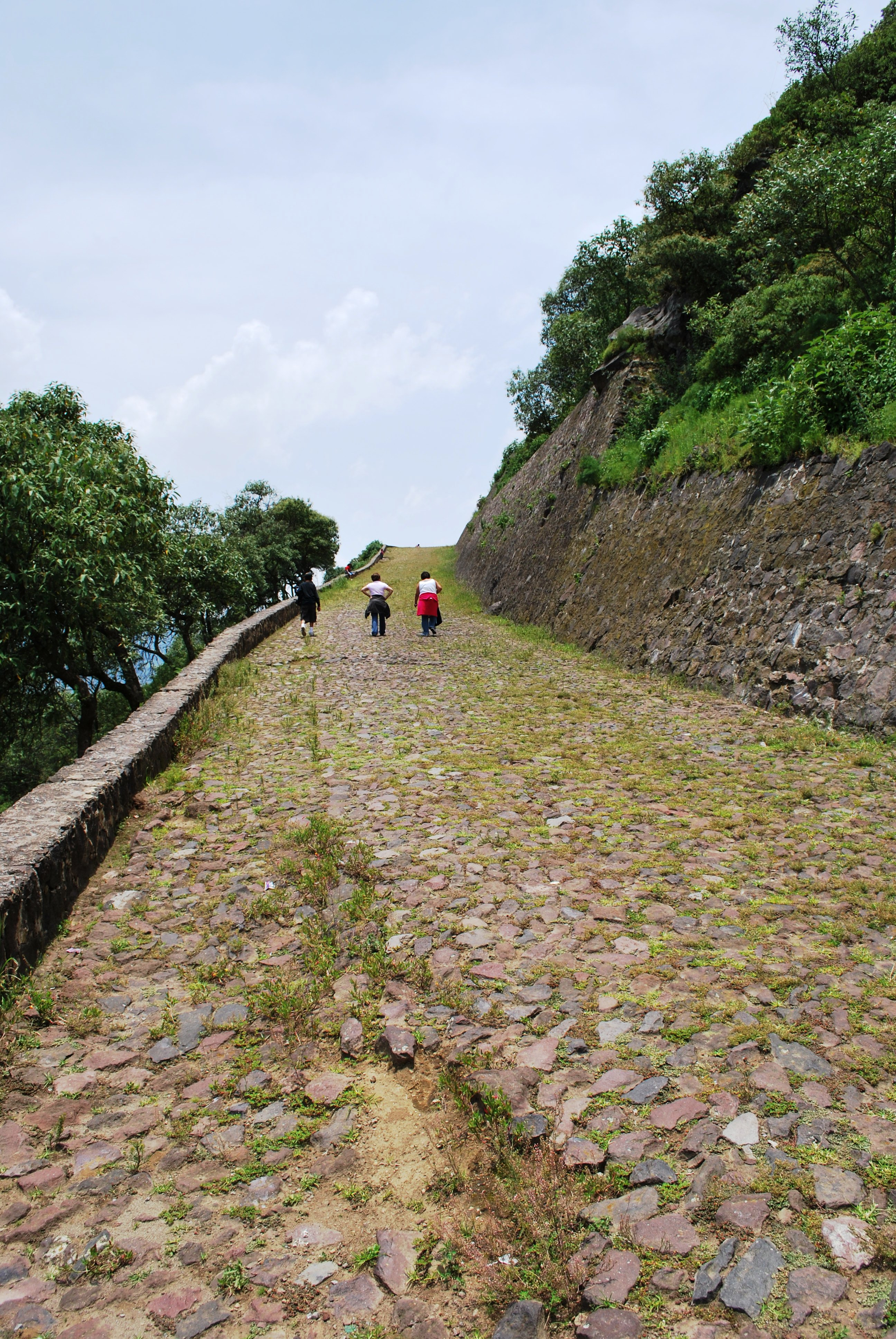
Vista del camino que conduce al Valle.

La loma de Tetepetl es una elevación pronunciada que surge del Valle de Matlatzinco a lo largo del lado oeste de Tenango de Arista. Forma una mesa elongada con inclinaciones escalonadas al norte y este, cuyas alturas varían entre 70 a 250 metros, sirviendo como fortificación natural. A pesar de que la extensión de la mesa es de cerca de 16.5 km², solo 2 km² de ella en el extremo noreste estuvo habitada. Con excepción de esta zona, la loma completa está cubierta por una capa de lava solificada de color gris obscuro, resultado de una erupción volcánica ocurrida hace 10 000 años.
La presencia de la capa de material volcánico en la mayoría de la mesa hace muy difícil su cruce e imposibilita las actividades agrícolas sobre ella. A fin de solventar estas dificultades, la esquina noreste de la loma fue modificada con la construcción de terrazas y relleno en zonas bajas. No existen ríos en esta mesa, pero la presencia de un grupo de manantiales proporcionó agua a la antigua ciudad.

## Historia de Teotenango
El altiplano localizado en el centro del México es una de las áreas más importantes de Mesoamérica. El altiplano se extiende sobre lo que hoy es la Ciudad de México, la mayor parte de los estados de Puebla, Tlaxcala y el de México; además de algunas partes de los estados de Morelos e Hidalgo. En esta región varias culturas prehispánicas tuvieron su nicho formadas por los grupos nahuas, los tlahuicas y los matlatzincas.
El valle de Toluca se encuentra localizado en el altiplano al oeste del Distrito Federal en el estado de México. Desde tiempos prehispánicos este valle fungió como zona de asentamientos para un número importante de grupos étnicos, cuyo desarrollo económico y cultural estuvo marcadamente influenciado por los recursos naturales presentes. El valle de Toluca fue además una puerta importante hacia zonas tropicales en el sur y oeste del país. El comercio a través del valle permitió el acceso a varios productos como sal, frutas tropicales, piedras semipreciosas y productos del mar, tales como conchas. Después de la conquista del valle por parte de los aztecas, el valle se convirtió en un punto de control importante y una fuente de tributo de los recursos con destino a Tenochtitlan. El valle fue además escenario de frecuentes guerras entre los aztecas y los purépechas provenientes de lo que ahora es Michoacán, dado que el dominio de la parte oeste del valle estuvo frecuentemente en disputa.
Teotenango se encuentra en el extremo sur del Valle de Toluca, área que comenzó a ser habitada al final de la civilización teotihuacana. El sitio experimentó cinco periodos de ocupación y desarrollo, abarcando más de mil años, finalizando cuando los españoles forzaron la reubicación de la población hacia el valle contiguo.

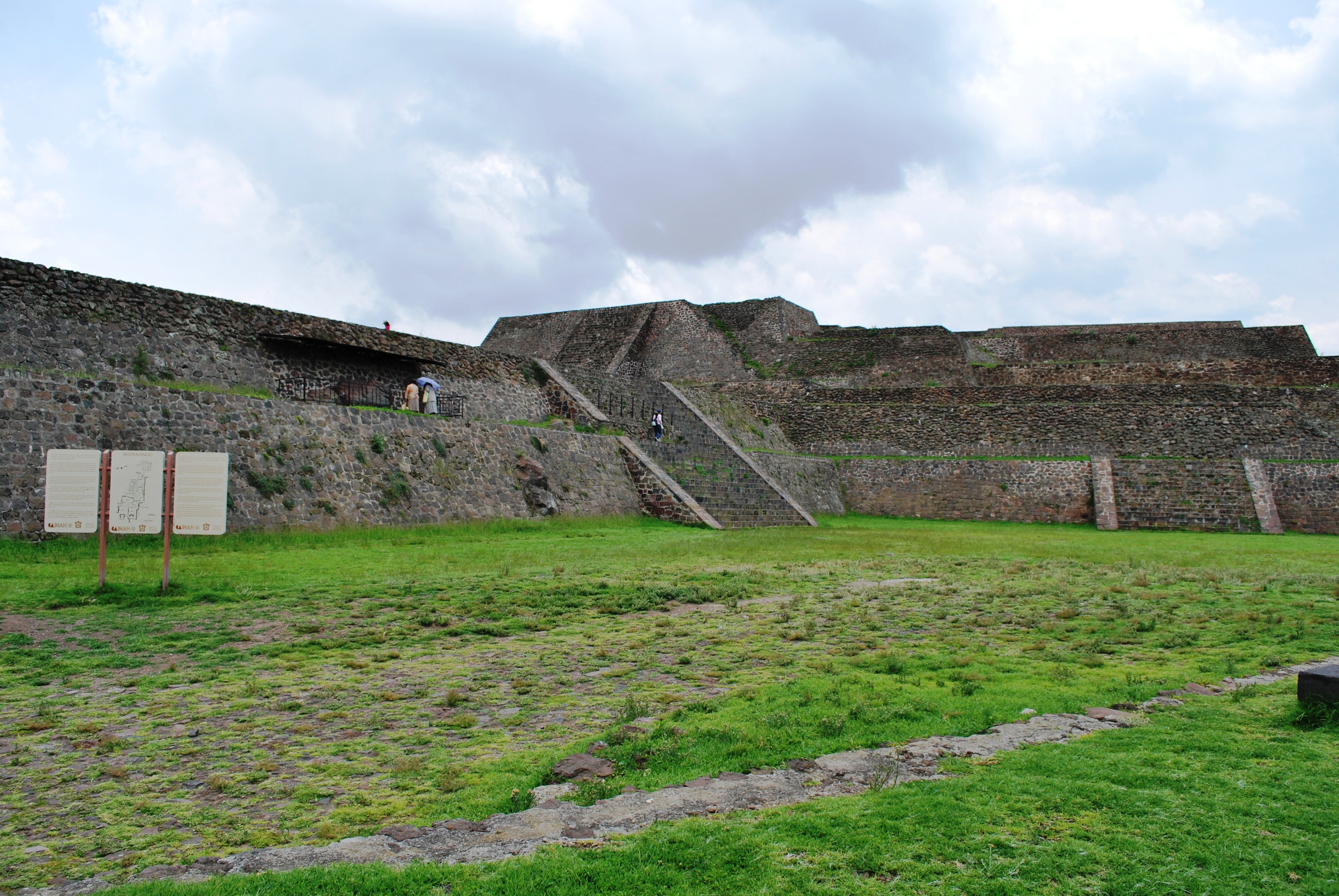
Entrada principal a la antigua ciudad.

La ocupación de esta área no comenzó en la loma de Tetepetl, sino más bien en un lugar del valle, adjunto la zona norte de la loma. Este asentamiento, conocido como Ojo de Agua por los arqueólogos, fue fundado por una tribu otomí que fue unificada e influenciada por emigrantes resultantes de la debacle de la civilización teotihuacana, grupo que es ahora conocido como teotenancas. Los objetos descubiertos en esta parte de la zona arqueológica muestran muchas similitudes con los objetos encontrados en Teotihuacán, y han sido datados entre 650 a 750 d. C. Este periodo es considerado como la primera etapa en el desarrollo de Teotenango.
En la segunda etapa, datada entre 750 a 900 d. C., se presenta la ocupación simultánea de Ojo de Agua y la zona más al norte de la loma de Tetepetl, por parte del mismo grupo étnico. Las primeras construcciones de Teotenango son datadas en este periodo, entre las que se incluyen el temazcal, las estructuras 2C y 3C y algunas otras construcciones que sirvieron de base para las estructuras de los conjuntos A y C. Las características de la mesa pudieron haber servido como una defensa natural, por lo que el asentamiento fue movido del valle hacia la mesa. Muchas de las construcciones en esta área fueron hechas con ladrillos de adobe, mostrando una fuerte influencia teotihuacana, como lo demuestran la presencia de muros inclinados soportando muros verticales.

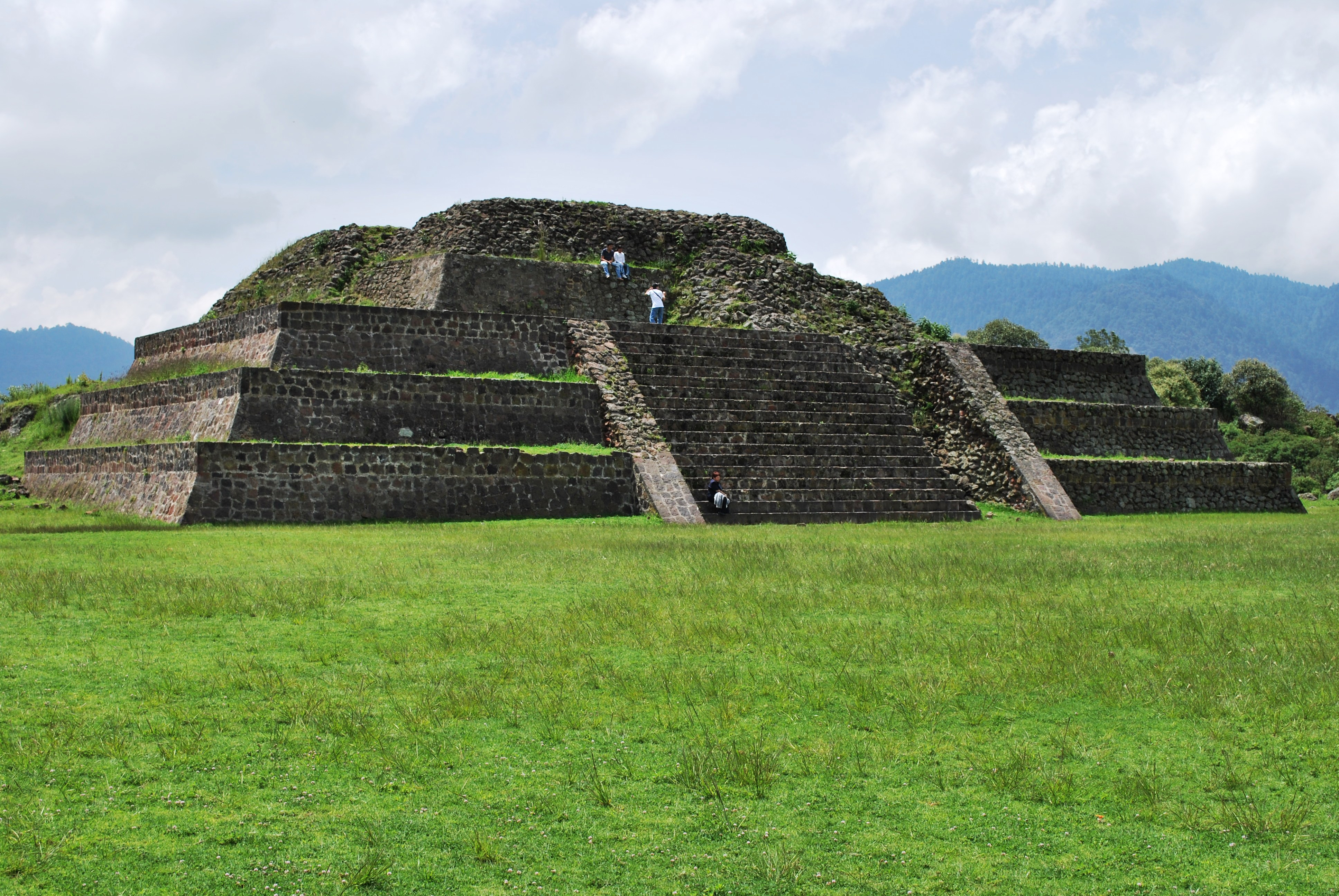
Pirámide en el Conjunto B.

Durante el tercer periodo (900–1162 d. C.) fueron construidas la mayoría de las estructuras del centro ceremonial que forman la parte visible actual del asentamiento, entre las que se encuentran las bases piramidales para los templos, el juego de pelota, la base serpenteada y algunas casas.
El inicio de la cuarta etapa (1162-1476 d. C.) se caracteriza por la conquista y la ocupación de la ciudad por parte de los matlatzincas. Ellos agregaron algunas otras construcciones al templo ceremonial y ampliaron otras estructuras, aunque a ellos se les atribuye la construcción de las fortificaciones masivas de la ciudad, como la muralla del lado oeste. Durante este periodo la población se incrementó notoriamente, con la consecuente expansión de las zonas residenciales hacia el sur. Los matlatzincas extendieron su espacio de dominio incluyendo la totalidad del Valle de Toluca, con los centros de dominio principales en Toluca, Calixtlahuca y Tenancingo.
La quinta y última etapa (1474-1550 d. C.) se caracteriza por la conquista de Teotenango por el emperador azteca Axayácatl y la subsecuente ocupación azteca de la ciudad y del valle. La influencia de la arquitectura azteca puede ser encontrada en la ciudad, como se observa en el edificio 1C y en la escalinata construida sobre el muro defensivo oeste. Esta etapa incluye además los inicios de la reubicación de la población desde Teotenango a la nueva villa colonial española de Tenango de Valle (también conocida como la “Villa de Teotenango”) en el valle contiguo. La reubicación concluyó aproximadamente en el año 1550, con lo que la ciudad en la loma fue completamente abandonada.

## Excavaciones en el noroeste del sitio

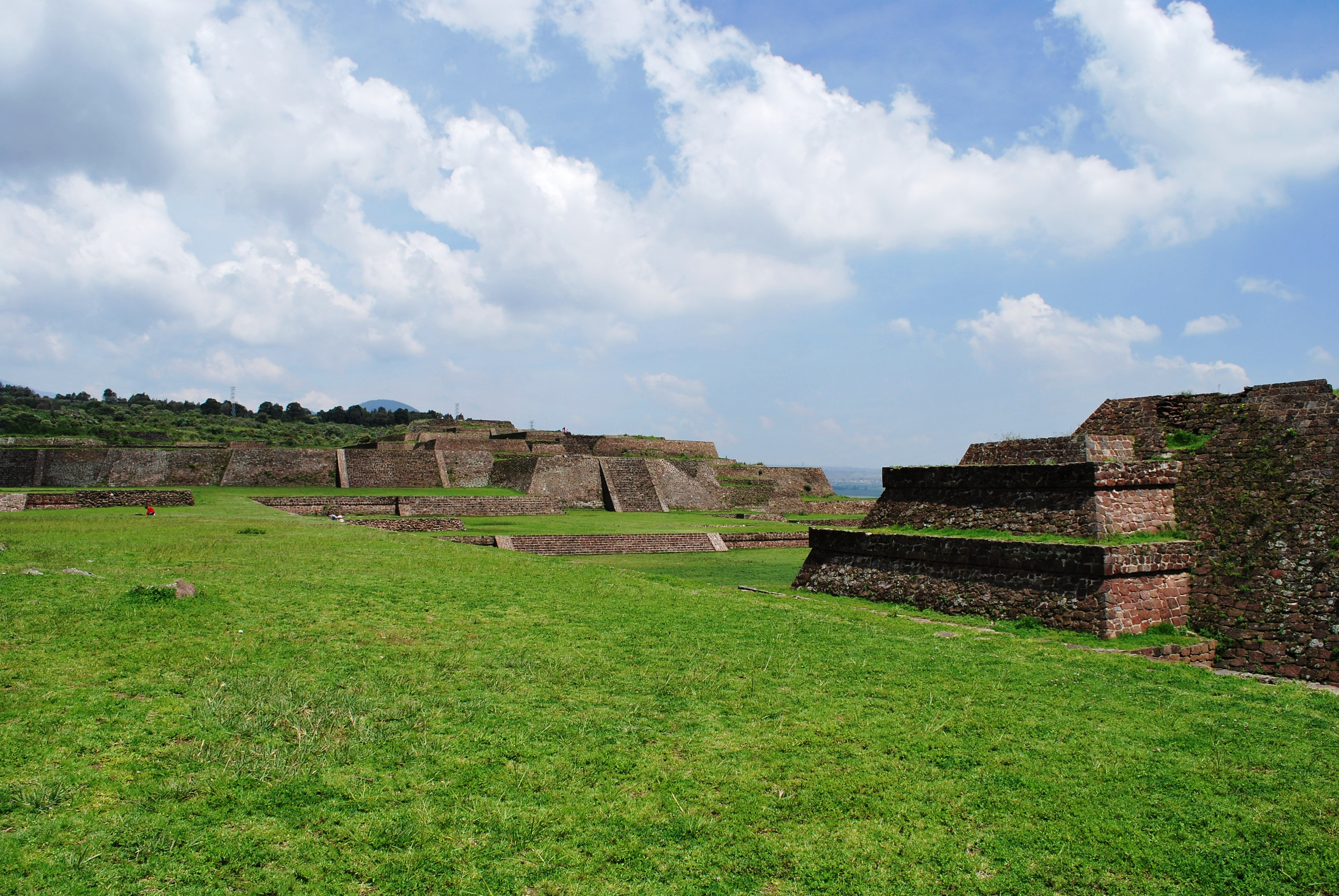
Excavaciones en el noroeste del sitio.

El sitio quedó abandonado al descubierto y fue poco mencionado durante la época colonial. No fue sino hasta 1969 cuando un grupo de arqueólogos, comandados por Wanda Tomasi, presentaron un plan para realizar excavaciones en el sitio. La arqueóloga contactó al centro regional del Instituto Nacional de Antropología e Historia (INAH), dirigido en ese entonces por Román Piña Chan, quien decidió convertir la idea de Wanda Tomasi en un proyecto del gobierno para obtener financiamiento y apoyo por parte del entonces gobernador Carlos Hank González. En la década de 1970, el director del centro regional consiguió cinco millones de pesos en apoyos para la investigación, exploración, compra de terrenos y la construcción de un museo en el sitio, con el objetivo de hacer la zona accesible al público. Dado que el estado de México invirtió dinero en el proyecto, el INAH accedió a ceder los derechos al gobierno local, con la condición de que continúe la investigación en el sitio y se garantice su preservación. Mediante los recursos del proyecto fue posible excavar cerca de la mitad del asentamiento de 2 km², limitándose al centro ceremonial concentrado en el noreste de la mesa. En la actualidad poco se ha explorado en la zona residencial, que se extiende hacia el sur y este.
Otra área que no fue explorada es la de la zona donde nació el asentamiento teotenanca, el Ojo de Agua en el valle al norte de la loma de Tetepetl. Con el uso de sonar en la década de 1970, fue detectada una pequeña plataforma dos metros por debajo del suelo, además de encontrar una serie de objetos que actualmente son exhibidos en el museo del sitio. La falta de recursos no ha permitido la realización de proyectos de exploración y aunque han sido tomadas ciertas medidas para proteger el área, una parte importante del sitio continúa siendo propiedad privada.
El lugar Ojo de Agua actualmente se encuentra en el pequeño poblado de San Francisco Tetetla. Las personas que radican en dicho poblado han mencionado que todo el año tienen agua, ya que tienen pozos con profundidades de 10 a 15 metros de profundidad, pero que anteriormente el agua estaba a 5 metros del nivel de la tierra; desafortunadamente se estableció en el lugar una empresa refresquera y con ello ha disminuido la cantidad de agua por la sobrexplotación. Esta región, conocida como Ojo de Agua, les permitía a nuestros antepasados la facilidad de tener sembradios como maíz, papa, chicharo, lechuga y otros muchos.

## Estructuras exploradas en el sitio

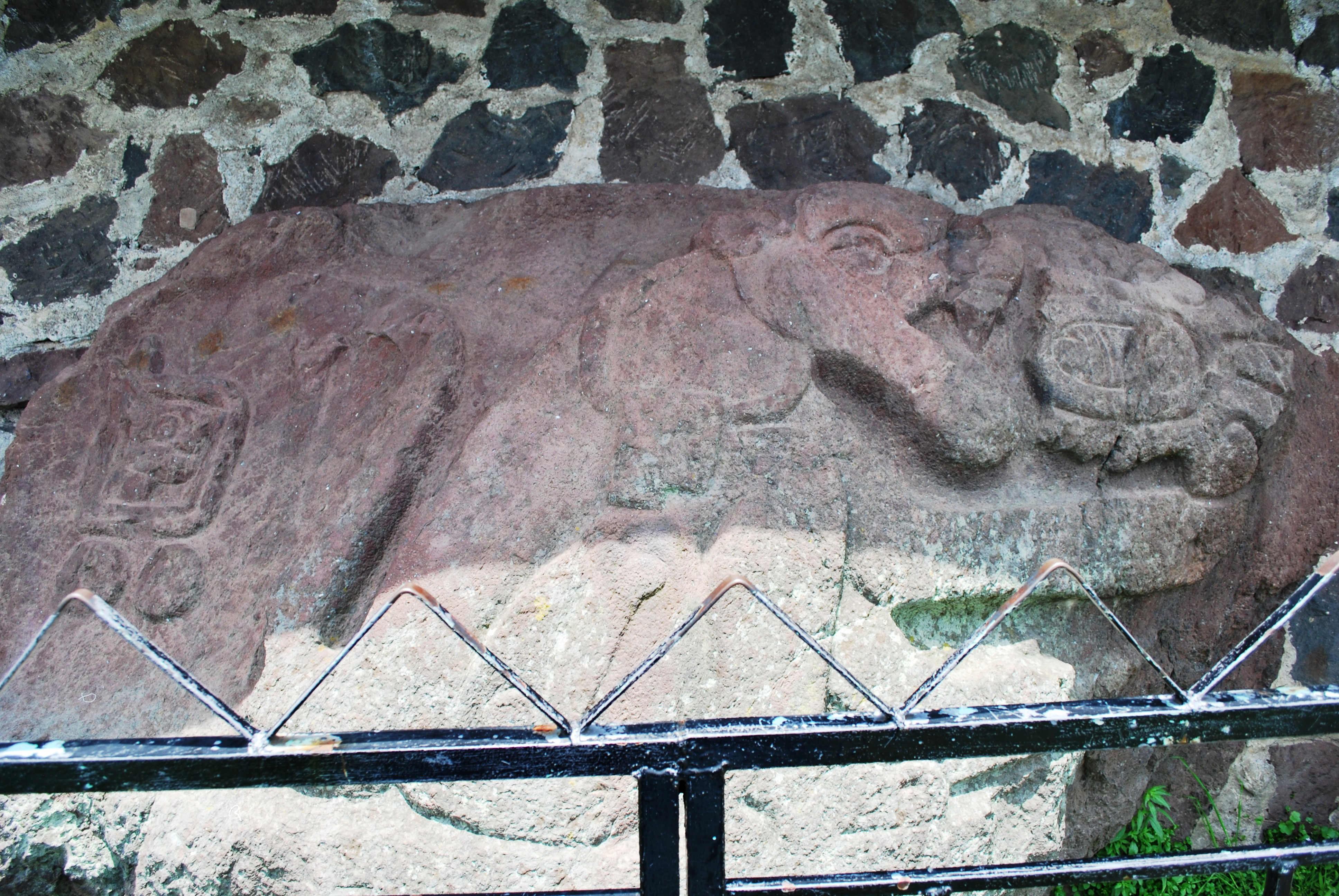
Relieve de un jaguar a la entrada principal de la ciudad.

El sitio arqueológico está formado por cinco grupos de construcciones, denominados conjuntos A, B, C, D, y E. El Conjunto D es comúnmente conocido como la Plaza de la Serpiente, al Conjunto E se le conoce como el Juego de Pelota. Las estructuras dentro de cada uno de estos conjuntos han sido clasificadas y denotadas con números. Más de 40 monumentos han sido excavados y parcialmente restaurados.
El acceso principal a la ciudad se efectúa por la Plaza del Jaguar, la cual se localiza sobre una plataforma al norte la cual se encuentra un nivel abajo del resto del asentamiento. Una escalinata de piedra localizada al final de esta plaza permite alcanzar el nivel de la ciudad.